# Michael Sullivan (hockey sur glace)
Pour les articles homonymes, voir Michael Sullivan et Sullivan.
Michael Barry Sullivan ou Mike Sullivan (né le 27 février 1968 à Marshfield, dans l'État du Massachusetts aux États-Unis) est un joueur professionnel américain de hockey sur glace qui évoluait en position de centre. Depuis il est devenu entraîneur. Il est actuellement l'entraineur chef des Rangers de New York.

## Carrière en club
De 1986 à 1990, Mike Sullivan pratique son hockey junior avec les Terriers de l'Université de Boston dans l'association Hockey East du championnat NCAA. Lors du repêchage d'entrée 1987 dans la Ligue nationale de hockey, il est choisi en quatrième ronde par les Rangers de New York mais ne jouera jamais pour cette franchise, étant échangé un an plus tard aux North Stars du Minnesota.
En 1990, il fait ses débuts professionnels avec les Gulls de San Diego de la Ligue internationale de hockey. Durant l'été 1991, il signe comme agent libre avec les Sharks de San José avec lesquels il évolue jusqu'à ce qu'il soit réclamé au ballotage par les Flames de Calgary, en janvier 1994. Après un peu plus de deux saisons jouées pour les Flames, il est échangé aux Bruins de Boston en juin 1997. Il n'y reste cependant que le temps d'un saison, étant l'un des choix des Predators de Nashville lors du repêchage d'expansion organisé le 26 juin 1998. Quatre jours plus tard, il est échangé aux Coyotes de Phoenix pour lesquels ils jouent quatre saisons. Le 29 juillet 2002, il annonce officiellement qu'il met un terme à sa carrière de joueur et devient entraîneur.

## Statistiques joueur

### En club
| Saison     | Équipe                        | Ligue      |     | Saison régulière | Saison régulière | Saison régulière | Saison régulière | Saison régulière |   | Séries éliminatoires | Séries éliminatoires | Séries éliminatoires | Séries éliminatoires | Séries éliminatoires |
| Saison     | Équipe                        | Ligue      | PJ  | B                | A                | Pts              | Pun              | PJ               | B | A                    | Pts                  | Pun                  |                      |                      |
| 1985-1986  | H.S. Eagles de Boston College | High-MA    | 22  | 26               | 33               | 59               | -                | -                | - | -                    | -                    | -                    |                      |                      |
| 1986-1987  | Terriers de Boston            | NCAA       | 37  | 13               | 18               | 31               | 18               | -                | - | -                    | -                    | -                    |                      |                      |
| 1987-1988  | Terriers de Boston            | NCAA       | 30  | 18               | 22               | 40               | 30               | -                | - | -                    | -                    | -                    |                      |                      |
| 1988-1989  | Terriers de Boston            | NCAA       | 36  | 19               | 17               | 36               | 30               | -                | - | -                    | -                    | -                    |                      |                      |
| 1989-1990  | Terriers de Boston            | NCAA       | 38  | 11               | 20               | 31               | 26               | -                | - | -                    | -                    | -                    |                      |                      |
| 1990-1991  | Gulls de San Diego            | LIH        | 74  | 12               | 23               | 35               | 27               | -                | - | -                    | -                    | -                    |                      |                      |
| 1991-1992  | Sharks de San José            | LNH        | 64  | 8                | 11               | 19               | 15               | -                | - | -                    | -                    | -                    |                      |                      |
| 1991-1992  | Blades de Kansas City         | LIH        | 10  | 2                | 8                | 10               | 8                | -                | - | -                    | -                    | -                    |                      |                      |
| 1992-1993  | Sharks de San José            | LNH        | 81  | 6                | 8                | 14               | 30               | -                | - | -                    | -                    | -                    |                      |                      |
| 1993-1994  | Sharks de San José            | LNH        | 26  | 2                | 2                | 4                | 4                | -                | - | -                    | -                    | -                    |                      |                      |
| 1993-1994  | Blades de Kansas City         | LIH        | 6   | 3                | 3                | 6                | 0                | -                | - | -                    | -                    | -                    |                      |                      |
| 1993-1994  | Flames de Calgary             | LNH        | 19  | 2                | 3                | 5                | 6                | 7                | 1 | 1                    | 2                    | 8                    |                      |                      |
| 1993-1994  | Flames de Saint-Jean          | LAH        | 5   | 2                | 0                | 2                | 4                | -                | - | -                    | -                    | -                    |                      |                      |
| 1994-1995  | Flames de Calgary             | LNH        | 38  | 4                | 7                | 11               | 14               | 7                | 3 | 5                    | 8                    | 2                    |                      |                      |
| 1995-1996  | Flames de Calgary             | LNH        | 81  | 9                | 12               | 21               | 24               | 4                | 0 | 0                    | 0                    | 0                    |                      |                      |
| 1996-1997  | Flames de Calgary             | LNH        | 67  | 5                | 6                | 11               | 10               | -                | - | -                    | -                    | -                    |                      |                      |
| 1997-1998  | Bruins de Boston              | LNH        | 77  | 5                | 13               | 18               | 34               | 6                | 0 | 1                    | 1                    | 2                    |                      |                      |
| 1998-1999  | Coyotes de Phoenix            | LNH        | 63  | 2                | 4                | 6                | 24               | 5                | 0 | 0                    | 0                    | 2                    |                      |                      |
| 1999-2000  | Coyotes de Phoenix            | LNH        | 79  | 5                | 10               | 15               | 10               | 5                | 0 | 1                    | 1                    | 0                    |                      |                      |
| 2000-2001  | Coyotes de Phoenix            | LNH        | 72  | 5                | 4                | 9                | 16               | -                | - | -                    | -                    | -                    |                      |                      |
| 2001-2002  | Coyotes de Phoenix            | LNH        | 42  | 1                | 2                | 3                | 16               | -                | - | -                    | -                    | -                    |                      |                      |
| Totaux LNH | Totaux LNH                    | Totaux LNH | 709 | 54               | 82               | 136              | 203              | 34               | 4 | 8                    | 12                   | 14                   |                      |                      |

### En équipe nationale
Mike Sullivan a été sélectionné en équipe des États-Unis lors du championnat du monde junior 1987 et du championnat du monde 1997.
| Année | Compétition                 |   | PJ | B | A | Pts | Pun       |  | Résultats |
| 1987  | Championnat du monde junior | 6 | 0  | 2 | 2 | 14  | Quatrième |  |           |
| 1997  | Championnat du monde        | 8 | 1  | 2 | 3 | 2   | Sixième   |  |           |

## Carrière d'entraîneur
Aussitôt sa carrière de joueur terminée en 2002, il est nommé entraîneur-chef des Bruins de Providence, équipe affiliée des Bruins de Boston. Juste avant la fin de la saison régulière, il est promu dans l'encadrement de la franchise de la LNH pour être l'assistant de Mike O'Connell. Suivant l'élimination des Bruins en première ronde des séries éliminatoires, O'Connell est démis de ses fonctions et Sullivan devient le nouvel entraîneur-chef. La saison 2003-2004 voit les Bruins remporter la division Nord-Est mais sont de nouveau éliminés en première ronde. Suivant la saison annulée en raison du lock-out, Sullivan a moins de succès et les Bruins terminent derniers de leur division entraînant son renvoi.
En 2007, il devient l'assistant de John Tortorella au Lightning de Tampa Bay, position qu'il conserve deux saisons. À l'issue de la saison, il quitte le Lightning avant d'y revenir en novembre 2008 pour assister Rick Tocchet.
En 2009, il signe comme assistant pour les Rangers de New York et retrouve Tortorella qui vient d'être nommé entraîneur-chef des Rangers.
Mike Sullivan a également apporté ses services à l'équipe des États-Unis qu'il dirige durant le championnat du monde 2007. Il en a aussi été l'entraîneur-assistant lors des Jeux olympiques de 2006 et du championnat du monde 2008. Il mène les Penguins de Pittsburgh deux années de suite à la conquête de la Coupe Stanley soit en 2016 et 2017 comme entraîneur-chef.

### Statistiques entraîneur
| Saison    | Équipe                            | Ligue |    | PJ | V  | D  | N  | Pr   | % V                         |  | Séries éliminatoires |
| 2002-2003 | Bruins de Providence              | LAH   | 71 | 41 | 17 | 9  | 4  | 66,9 | Remplacé en cours de saison |  |                      |
| 2003-2004 | Bruins de Boston                  | LNH   | 82 | 41 | 19 | 15 | 7  | 63,4 | Éliminé en première ronde   |  |                      |
| 2005-2006 | Bruins de Boston                  | LNH   | 82 | 29 | 37 | 0  | 16 | 45,1 | Non qualifiés               |  |                      |
|           |                                   |       |    |    |    |    |    |      |                             |  |                      |
| 2015-2016 | Penguins de Wilkes-Barre/Scranton | LAH   | 24 | 19 | 5  | -  | 0  | 79,2 | Recruté en cours de saison  |  |                      |
| 2015-2016 | Penguins de Pittsburgh            | LNH   | 54 | 33 | 16 | -  | 5  | 65,7 | Gagnant de la Coupe Stanley |  |                      |
| 2016-2017 | Penguins de Pittsburgh            | LNH   | 82 | 50 | 21 | -  | 11 | 67,7 | Gagnant de la Coupe Stanley |  |                      |
| 2017-2018 | Penguins de Pittsburgh            | LNH   | 82 | 47 | 29 | -  | 6  | 61,0 | Éliminé au 2e tour          |  |                      |
| 2018-2019 | Penguins de Pittsburgh            | LNH   | 82 | 44 | 26 | -  | 12 | 61,0 | Éliminé au 1re tour         |  |                      |
| 2019-2020 | Penguins de Pittsburgh            | LNH   | 69 | 40 | 23 | -  | 6  | 62,3 | Éliminé au 1re tour         |  |                      |
| 2020-2021 | Penguins de Pittsburgh            | LNH   | 56 | 37 | 16 | -  | 3  | 68,8 | Éliminé au 1re tour         |  |                      |
| 2021-2022 | Penguins de Pittsburgh            | LNH   | 82 | 46 | 25 | -  | 11 | 62,8 | Éliminé au 1re tour         |  |                      |
| 2022-2023 | Penguins de Pittsburgh            | LNH   | 82 | 40 | 31 | -  | 11 | 55,5 | Non qualifiés               |  |                      |
| 2023-2024 | Penguins de Pittsburgh            | LNH   | 82 | 38 | 32 | -  | 12 | 53,7 | Non qualifiés               |  |                      |

## Transactions en carrière
- 11 octobre 1988 : droits échangés aux North Stars du Minnesota par les Rangers de New York avec Mark Tinordi, Paul Jerrard et les droits sur Bret Barnett et le choix de troisième ronde des Kings de Los Angeles lors du repêchage d'entrée 1989 (acquis précédemment, Murray Garbutt choisi) en retour de Brian Lawton, Igor Liba et des droits sur Eric Bennett.
- 9 août 1991 : signé par les Sharks de San José comme agent libre.
- 6 janvier 1994 : réclamé au ballotage par les Flames de Calgary depuis les Sharks.
- 21 juin 1997 : échangé aux Bruins de Boston par les Flames en retour du choix de septième ronde des Bruins lors du repêchage d'entrée 1998 (Radek Duda choisi).
- 26 juin 1998 : réclamé par les Predators de Nashville depuis les Bruins lors du repêchage d'expansion 1998.
- 30 juin 1998 : échangé aux Coyotes de Phoenix par les Predators en retour du choix de septième ronde des Coyotes lors du repêchage d'entrée 1999 (Kyle Kettles choisi).